# Jerzy Jurandot
Jerzy Jurandot, né Jerzy Glejgewicht le 19 mars 1911 à Varsovie et mort dans la même ville le 16 août 1979, poète, dramaturge, scénariste, ingénieur du son et auteur-compositeur polonais.
Jerzy Jurandot commença sa carrière dans les années 1920. Il est un des membres fondateurs du théâtre Qui Pro Quo de Varsovie.
Il scénarise quelques films et sonorise une dizaine de films polonais.
Durant la Seconde Guerre mondiale, il organise des spectacles au sein même du Ghetto de Varsovie.
Après la guerre, il dirige le théâtre Syrena de Varsovie jusqu'en 1955.
Il est le mari de l'actrice et écrivaine polonaise Stefania Grodzieńska.

## Théâtre
- 1945 : Plecy (Le dos)
- 1954 : Takie czasy (Cette fois)
- 1958 : Trzeci dzwonek (Le troisième anneau)
- 1960 : Mąż Fołtasiówny (Époux Fołtasiówny)
- 1962 : Operacja Sodoma, czyli dziewiąty sprawiedliwy (Opération Sodome, ou le neuvième juste)
- 1966 : Pamiątkowa fotografia (Photo commémorative)
- 1971 : Rachunek nieprawdopodobieństwa (Comptes invraisemblables)